# Eastern Hohonu (rivière)

La rivière Eastern Hohonu  (en anglais : Eastern Hohonu River) est un cours d’eau de l’Île du Sud de la Nouvelle-Zélande.

## Géographie
Elle prend naissance dans la chaîne de ‘Hohonu Range’, une chaîne  longeant en dehors les Alpes du Sud située à 28 kilomètresau sud-est de  Greymouth. Elle s’écoule vers le nord puis vers l’est avant d’atteindre son embouchure dans le lac Brunner.

## Nom
Elle est dénommée « Eastern Hohonu River » pour la  différencier de la Big Hohonu River toute proche , qui est aussi appelée la rivière des pierres vertes (Greenstones).